# George Hirst
Pour les articles homonymes, voir Hirst.
George Hirst, né le 15 février 1999 à Sheffield en Angleterre, est un footballeur écossais qui évolue au poste d'attaquant à Ipswich Town.

## Biographie

### En club
Né à Sheffield en Angleterre, George Hirst est formé par le Sheffield Wednesday. 
Il joue son premier match le 9 août 2016, lors d'un match contre Rotherham United
En juin 2018, il rejoint l'OH Louvain.
Le 5 juillet 2019, il rejoint Leicester City.
Le 16 septembre 2020, il est prêté à Rotherham United.
Le 3 août 2021, il est prêté à Portsmouth.
Le 31 août 2022, il est prêté à Blackburn Rovers.
Le 8 janvier 2023, il est prêté à Ipswich Town.

### Carrière en sélection
Avec l'Angleterre -20 ans, il remporte le Tournoi de Toulon en 2017.

## Vie privée
Il est le fils de David Hirst.

## Palmarès

### En club
Ipswich Town
- Vice-champion du Championship (D2) en 2024.